# Onorevoli confessioni
Onorevoli confessioni è un programma televisivo italiano in onda dall'8 ottobre 2020 su Rai 2, condotto da Laura Tecce.

## Edizioni
| Edizione | Messa in onda     | Messa in onda    | Conduttrice | Puntate |
| Edizione | Inizio            | Fine             | Conduttrice | Puntate |
| -------- | ----------------- | ---------------- | ----------- | ------- |
| 1ª       | 8 ottobre 2020    | 29 ottobre 2020  | Laura Tecce | 4       |
| 2ª       | 29 ottobre 2021   | 26 novembre 2021 | Laura Tecce | 5       |
| 3ª       | 12 novembre 2022  | 17 dicembre 2022 | Laura Tecce | 5       |
| 4ª       | 21 settembre 2024 | 9 novembre 2024  | Laura Tecce | 8       |
| 5ª       | 11 gennaio 2025   | 1º marzo 2025    | Laura Tecce | 8       |

## Puntate
| Edizione | Puntata | Messa in onda     | Ospiti                                  | Ascolti        | Ascolti | Note   |
| Edizione | Puntata | Messa in onda     | Ospiti                                  | Telespettatori | Share   | Note   |
| -------- | ------- | ----------------- | --------------------------------------- | -------------- | ------- | ------ |
| 1ª       | 1       | 8 ottobre 2020    | Teresa Bellanova                        | 130.000        | 1,41%   | [ 1 ]  |
| 1ª       | 2       | 15 ottobre 2020   | Giorgia Meloni                          | 317.000        | 2,28%   | [ 2 ]  |
| 1ª       | 3       | 22 ottobre 2020   | Stefano Bonaccini e Renato Brunetta     | 83.000         | 1,02%   | [ 3 ]  |
| 1ª       | 4       | 29 ottobre 2020   | Pierpaolo Sileri e Gian Marco Centinaio | 146.000        | 2,06%   | [ 4 ]  |
| 2ª       | 1       | 29 ottobre 2021   | Ivan Scalfarotto e Laura Castelli       | 206.000        | 2,09%   | [ 5 ]  |
| 2ª       | 2       | 5 novembre 2021   | Giovanni Toti e Francesco Acquaroli     | 194.000        | 1,68%   | [ 6 ]  |
| 2ª       | 3       | 12 novembre 2021  | Ignazio La Russa e Roberta Pinotti      | 202.000        | 2,11%   | [ 7 ]  |
| 2ª       | 4       | 19 novembre 2021  | Valentina Vezzali e Simona Malpezzi     | 186.000        | 1,73%   | [ 8 ]  |
| 2ª       | 5       | 26 novembre 2021  | Giusy Versace e Loredana De Petris      | 203.000        | 1,79%   | [ 9 ]  |
| 3ª       | 1       | 12 novembre 2022  | Roberto Calderoli                       | 300.000        | 2,06%   | [ 10 ] |
| 3ª       | 2       | 26 novembre 2022  | Francesco Boccia                        | 397.000        | 2,82%   | [ 11 ] |
| 3ª       | 3       | 3 dicembre 2022   | Giorgio Mulé                            | 447.000        | 3,5%    | [ 12 ] |
| 3ª       | 4       | 10 dicembre 2022  | Chiara Appendino                        | 469.000        | 3,85%   | [ 13 ] |
| 3ª       | 5       | 17 dicembre 2022  | Wanda Ferro                             | 319.000        | 2,33%   | [ 14 ] |
| 4ª       | 1       | 21 settembre 2024 | Andrea Abodi                            | 155.000        | 1,90%   | [ 15 ] |
| 4ª       | 2       | 28 settembre 2024 | Dario Nardella                          | 216.000        | 2,60%   | [ 16 ] |
| 4ª       | 3       | 5 ottobre 2024    | Maurizio Gasparri                       | 159.000        | 1,78%   | [ 17 ] |
| 4ª       | 4       | 12 ottobre 2024   | Carlo Calenda                           | 252.000        | 2,84%   | [ 18 ] |
| 4ª       | 5       | 19 ottobre 2024   | Vittoria Baldino                        | 175.000        | 1,60%   | [ 19 ] |
| 4ª       | 6       | 26 ottobre 2024   | Angelo Bonelli                          | 201.000        | 2,17%   | [ 20 ] |
| 4ª       | 7       | 2 novembre 2024   | Raffaella Paita                         | 168.000        | 1,66%   | [ 21 ] |
| 4ª       | 8       | 9 novembre 2024   | Claudio Durigon                         | 252.000        | 2,34%   | [ 22 ] |
| 5ª       | 1       | 11 gennaio 2025   | Licia Ronzulli                          | 262.000        | 2,27%   | [ 23 ] |
| 5ª       | 2       | 18 gennaio 2025   | Ignazio Marino                          | 229.000        | 2,00%   | [ 24 ] |
| 5ª       | 3       | 25 gennaio 2025   | Michele Gubitosa                        | 228.000        | 2,06%   | [ 25 ] |
| 5ª       | 4       | 1º febbraio 2025  | Laura Ravetto                           | 226.000        | 1,95%   | [ 26 ] |
| 5ª       | 5       | 8 febbraio 2025   | Benedetto Della Vedova                  | 214.000        | 1,76%   | [ 27 ] |
| 5ª       | 6       | 15 febbraio 2025  | Nicola Zingaretti                       | 231.000        | 2,12%   | [ 28 ] |
| 5ª       | 7       | 22 febbraio 2025  | Michaela Biancofiore                    | 228.000        | 2,16%   | [ 29 ] |
| 5ª       | 8       | 1º marzo 2025     | Eugenia Roccella                        | 219.000        | 2,09%   | [ 30 ] |

## Audience
| Edizione | Rete televisiva | Anno | Programmazione | Programmazione | Programmazione | Programmazione | Programmazione | Programmazione | Programmazione | Collocazione   | Telespettatori | Share |
| Edizione | Rete televisiva | Anno | L              | M              | M              | G              | V              | S              | D              | Collocazione   | Telespettatori | Share |
| -------- | --------------- | ---- | -------------- | -------------- | -------------- | -------------- | -------------- | -------------- | -------------- | -------------- | -------------- | ----- |
| 1ª       | Rai 2           | 2020 |                |                |                |                |                |                |                | seconda serata | 162.000        | 1,69% |
| 2ª       | Rai 2           | 2021 |                |                | 198.000        | 1,88%          |                |                |                | seconda serata |                |       |
| 3ª       | Rai 2           | 2022 |                |                | 386.000        | 2,91%          |                |                |                | seconda serata |                |       |
| 4ª       | Rai 2           | 2024 | day-time       | 197.000        | 2,11%          |                |                |                |                |                |                |       |
| 5ª       | Rai 2           | 2025 | day-time       | 230.000        | 2,05%          |                |                |                |                |                |                |       |